# Katleho Moleko
Katleho Moleko (ur. 24 sierpnia 1986 w Maseru) – sotyjski piłkarz występujący na pozycji ofensywnego pomocnika.

## Kariera klubowa
Katleho Moleko karierę klubową rozpoczął w 2006 roku w południowoafrykańskim klubie Orlando Pirates, w którym grał dwa sezony. Następnym jego klubem był rodzimy FC Likhopo. W sezonie 2012/2013 grał w RC Athletico FC, a w sezonie 2013/2014 w Santos FC. W 2014 przeszedł do Garunkuwa United FC.

## Kariera reprezentacyjna
W reprezentacji Lesotho Moleko grał w latach 2006-2016. Rozegrał w niej 27 meczów i strzelił 2 gole.